# یلنا پولنووا (بازیکن هندبال)
یلنا پولنووا (روسی: Елена Ильинична Полёнова؛ زادهٔ ۲۰ اوت ۱۹۸۳) بازیکن هندبال اهل قزاقستان است.